# Buster Pickens
Buster Pickens, geboren als Edwin Goodwin Pickens (Hempstead, 3 juni 1916 - Houston, 24 november 1964), was een Amerikaanse bluesmuzikant (zang, piano).

## Biografie
Tijdens de jaren 1930 was hij onderdeel van het Santa Fe Circuit, benoemd naar het feit, dat de toerende muzikanten de Santa Fe-goederentreinen gebruikten. Na zijn militaire diensttijd tijdens de Tweede Wereldoorlog keerde hij terug naar Houston en speelde hij in 1948 bij verschillende opnamen voor Gold Star Records. In 1950 begeleidde hij Texas Alexander voor Freedom Records. Tijdens de jaren 1960 speelde hij in de band en bij plaatopnamen van Lightnin' Hopkins op o.a. Walkin' This Road By Myself (1962), Smokes Like Lightning (1963), Lightnin' and Co. (1963) en anderen. In 1960 nam hij zijn enige album Buster Pickens (1960) op bij Heritage Records.

## Overlijden
Buster Pickens werd in november 1964 na een ruzie in een bar doodgeschoten. Hij werd 48 jaar.
- International Standard Name Identifier: 0000 0000 4200 9004
- Library of Congress Control Number: no98094928
- MusicBrainz: 77170a62-6111-4d0a-b99a-8389ff9c6693
- Virtual International Authority File: 68553108
- WorldCat: E39PBJkD6rrCcfyKJypJXQMpT3